# Majorijan
Majorijan (lat. Julius Valerius Maiorianus, Julije Valerije Majorijan), (?, oko 420. – Dertona, Ligurija, 7. kolovoza 461.), Car Zapadnog Rimskog Carstva od 457. do 461. Bio je istaknuti vojni zapovjednik i posljednji od zapadnorimskih careva koji je pokušao doista vladati i vlastitim snagama osloboditi osvojene dijelove Carstva. Svi zapadnorimski carevi nakon njega bili su puke političke figure bez stvarne vlasti, u rukama barbarskih generala ili carevi koje je izabrao i kojima je kontrolirao istočnorimski car.

## Životopis
Rodio se u uglednoj vojnoj obitelji. Godine 457. postao je dvorski vojni zapovjednik (magister militum praesentalis) uz Ricimera, kojem je pomogao zbaciti Avita s carskog prijestolja, nakon čega ga je Ricimer postavio za novog zapadnorimskog cara.
Odmah po stupanju na prijestolje, suočio se s pobunom Burgunda u Galiji i vizigotskog kralja Teodorika II., osobnog prijatelja bivšeg cara Avita, koji je poveo pobunu protiv novog cara. Nakon što je osigurao Galiju, krenuo je u svibnju 460. godine u Španjolsku, odakle je namjeravao uz pomoć mornarice napasti vandalskog kralja Gajzerika u Africi. Međutim, Gejzerik je doznao za carev plan te mu je uništio flotu, nakon čega je Majorijan priznao Gejzerika za kralja Mauretanije i Tripolitanije. Ricimer je taj mirovni sporazum smatrao sramotnim za Rim te je prisilio Majorijana na abdikaciju, a potom ga je dao pogubiti.